# Zamora (provins)
Zamora är en provins i den autonoma regionen Castilla y León i västra Spanien. Zamora gränsar till Portugal och till den spanska provinserna Ourense, León, Valladolid och Salamanca. Det finns 197 221 invånare i provinsen (2008), varav en tredjedel bor i huvudstaden Zamora. Bland andra kommuner finns Castrogonzalo.
Provinsen är en av 49 provinser som Spanien år 1833 indelades i. 

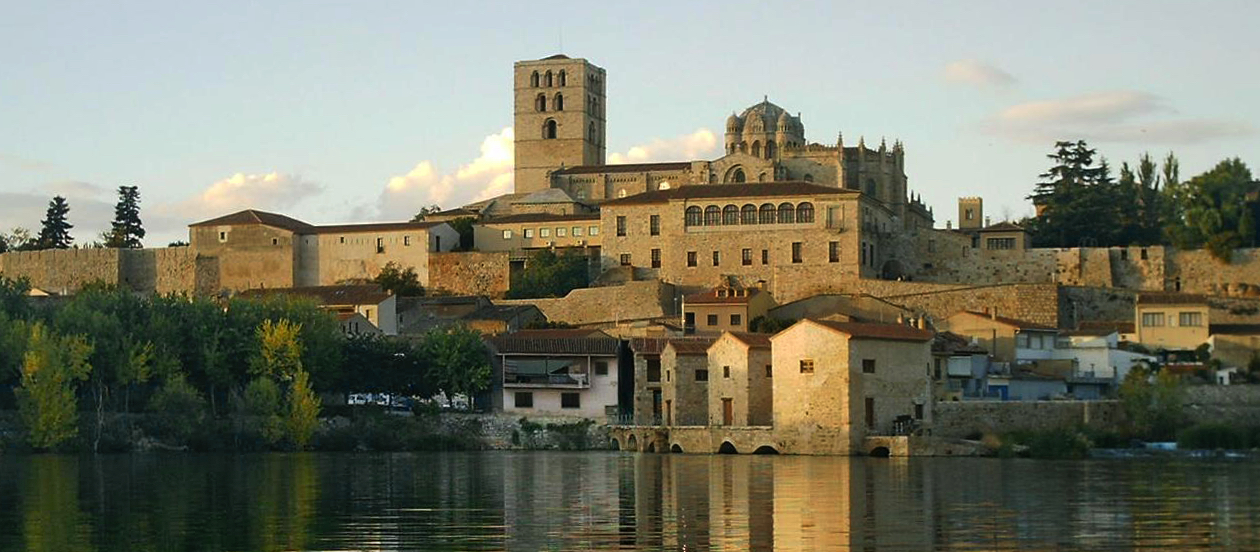
Katedralen i Zamora och floden Duero
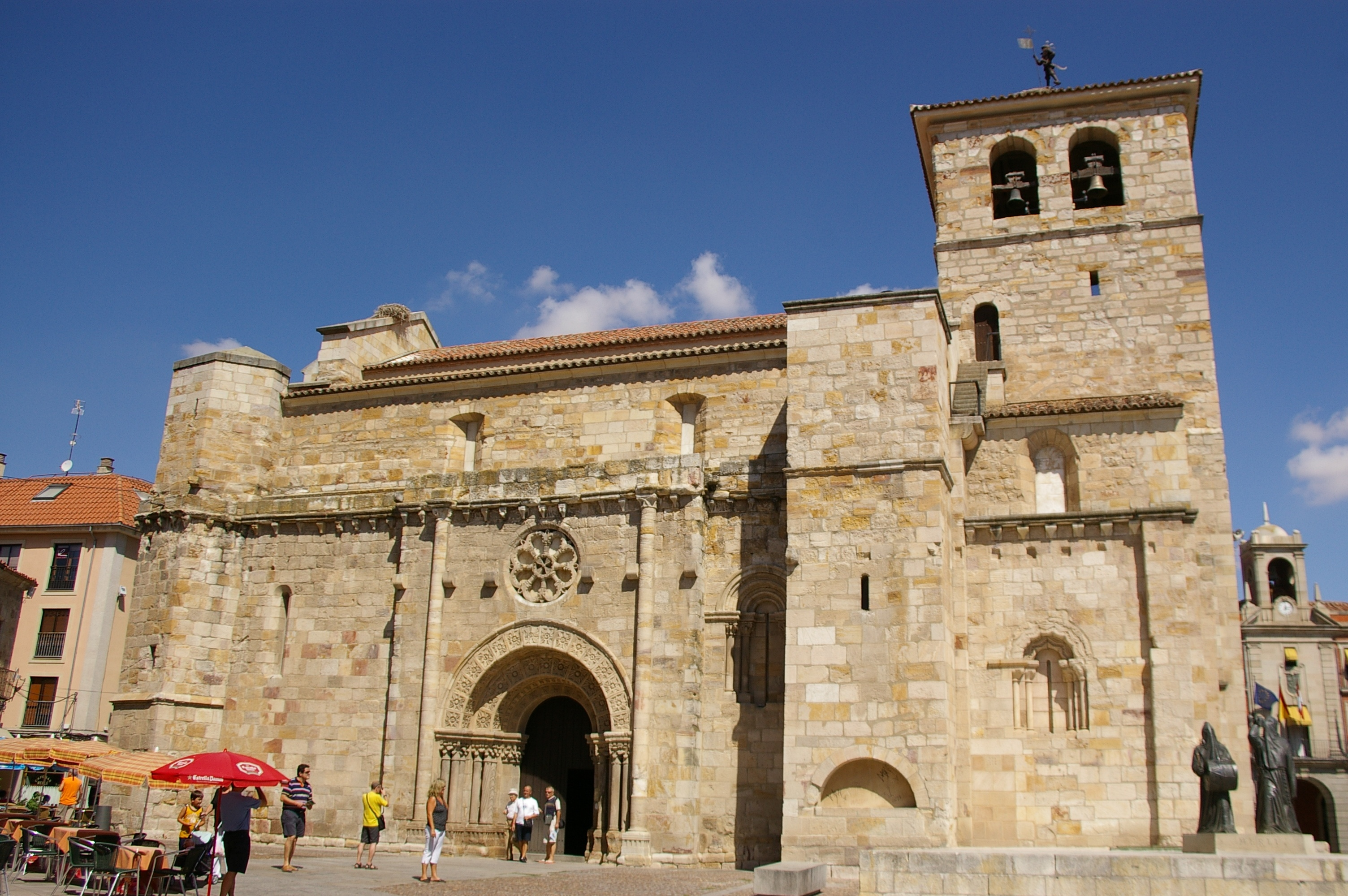
Iglesia de San Juan, Zamora
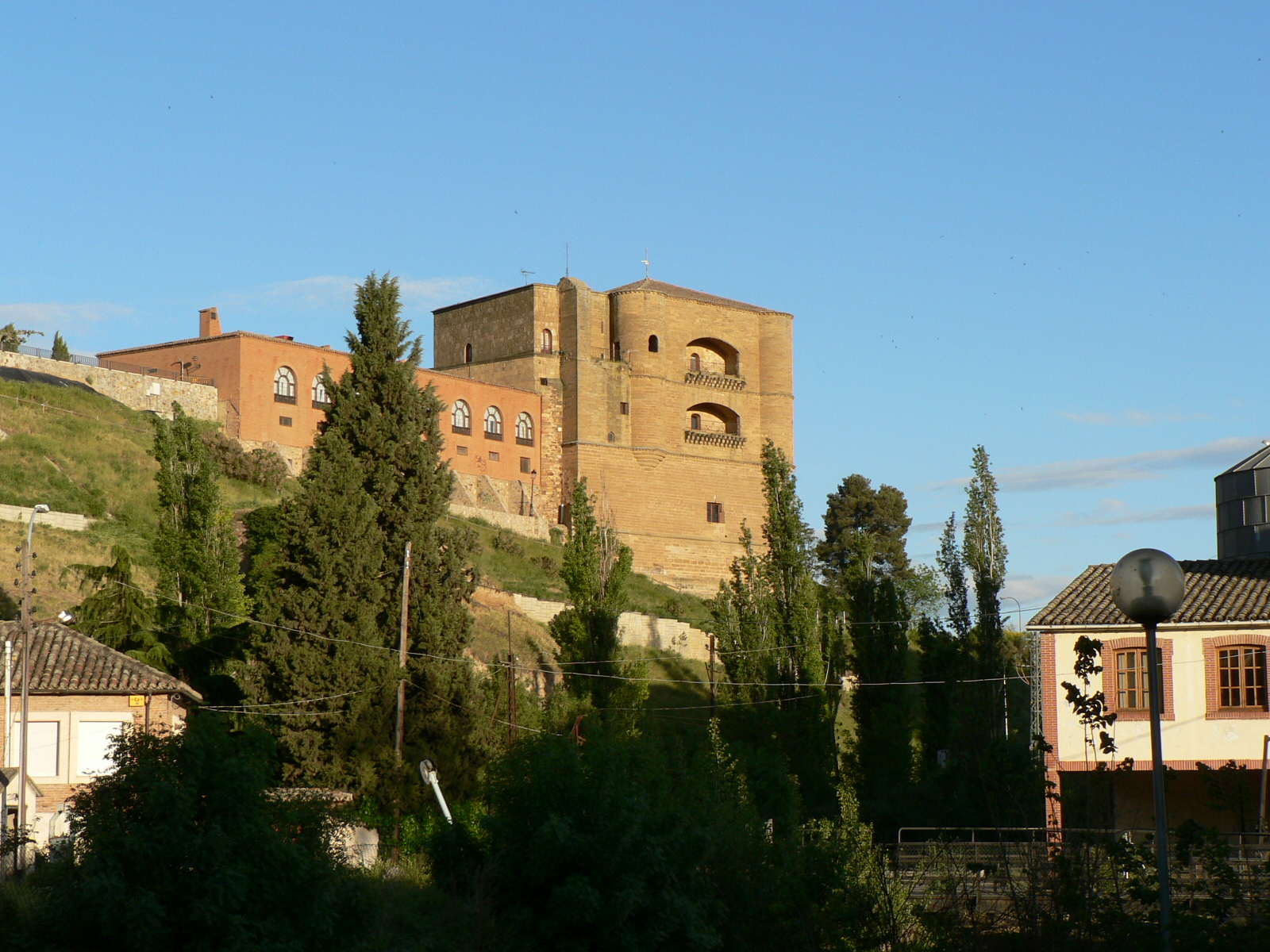
Torre del Caracol, Benavente, Zamora
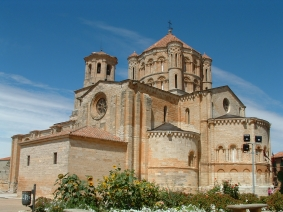
Colegiata Santa María la Mayor, Toro, Zamora